# Wereldbeker biatlon 2021/2022
De IBU wereldbeker biatlon 2021/2022 (officieel: BMW IBU World Cup Biathlon 2021/2022) ging van start op 26 november 2021 in het Zweedse Östersund en eindigde op 20 maart 2022 in het Noorse Oslo. Het hoogtepunt van het seizoen waren de Olympische Winterspelen 2022 in Beijing, China. Deze wedstrijden telden niet mee voor het wereldbekerklassement. 
De biatleet die aan het einde van het seizoen de meeste punten had verzameld was de eindwinnaar van de algemene wereldbeker. Ook per onderdeel werd een apart wereldbekerklassement opgemaakt. 

## Wereldbekerkalender
| #      | Datum          | Land       | Plaats                  | Locatie                                  | IN | SP | AH | MS | ES | MX | SR |
| ------ | -------------- | ---------- | ----------------------- | ---------------------------------------- | -- | -- | -- | -- | -- | -- | -- |
| 1      | 26/11-28/11/21 | Zweden     | Östersund               | Östersunds skidstadion                   | ●  | ●  |    |    |    |    |    |
| 2      | 29/11-05/12/21 | Zweden     | Östersund               | Östersunds skidstadion                   |    | ●  | ●  |    | ●  |    |    |
| 3      | 06/12-12/12/21 | Oostenrijk | Hochfilzen              | Langlauf- und Biathlonzentrum Hochfilzen |    | ●  | ●  |    | ●  |    |    |
| 4      | 13/12-19/12/21 | Frankrijk  | Annecy/Le Grand Bornand | Biathlonstadion Sylvie Becaert           |    | ●  | ●  | ●  |    |    |    |
| 5      | 03/01-09/01/22 | Duitsland  | Oberhof                 | DKB-Ski-Arena                            |    | ●  | ●  |    |    | ●  | ●  |
| 6      | 10/01-16/01/22 | Duitsland  | Ruhpolding              | Chiemgau-Arena                           |    | ●  | ●  |    | ●  |    |    |
| 7      | 17/01-23/01/21 | Italië     | Antholz                 | Südtirol Arena                           | ●  |    |    | ●  | ●  |    |    |
| 8      | 28/02-06/03/22 | Finland    | Kontiolahti             | Kontiorannan Urheilijat                  |    | ●  | ●  |    | ●  |    |    |
| 9      | 07/03-13/03/22 | Estland    | Otepää                  | Sportcentrum Tehvandi                    |    | ●  |    | ●  |    | ●  | ●  |
| 10     | 14/03-20/03/21 | Noorwegen  | Oslo                    | Holmenkollen                             |    | ●  | ●  | ●  |    |    |    |
| Aantal | Aantal         | Aantal     | Aantal                  | Aantal                                   | 2  | 9  | 7  | 4  | 5  | 2  | 2  |

## Mannen

### Kalender
| Datum                                                                                              | Plaats                  | Onderdeel             | Eerste                                                                                              | Tweede                                                                           | Derde                                                                                |
| -------------------------------------------------------------------------------------------------- | ----------------------- | --------------------- | --------------------------------------------------------------------------------------------------- | -------------------------------------------------------------------------------- | ------------------------------------------------------------------------------------ |
| 27/11/2021                                                                                         | Östersund               | 20 km individueel     | Sturla Holm Lægreid                                                                                 | Tarjei Bø                                                                        | Simon Desthieux                                                                      |
| 28/11/2021                                                                                         | Östersund               | 10 km sprint          | Sebastian Samuelsson                                                                                | Vetle Sjåstad Christiansen                                                       | Johannes Thingnes Bø                                                                 |
| 02/12/2021                                                                                         | Östersund               | 10 km sprint          | Sebastian Samuelsson                                                                                | Émilien Jacquelin                                                                | Quentin Fillon Maillet                                                               |
| 04/12/2021                                                                                         | Östersund               | 4 x 7,5 km estafette  | Noorwegen Sivert Guttorm Bakken Tarjei Bø Johannes Thingnes Bø Vetle Sjåstad Christiansen           | Frankrijk Fabien Claude Émilien Jacquelin Simon Desthieux Quentin Fillon Maillet | Rusland Said Chalili Danil Serochvostov Aleksandr Loginov Edoeard Latypov            |
| 05/12/2021                                                                                         | Östersund               | 12,5 km achtervolging | Vetle Sjåstad Christiansen                                                                          | Sebastian Samuelsson                                                             | Émilien Jacquelin                                                                    |
| 10/12/2021                                                                                         | Hochfilzen              | 10 km sprint          | Johannes Kühn                                                                                       | Martin Ponsiluoma                                                                | Anton Smolski                                                                        |
| 11/12/2021                                                                                         | Hochfilzen              | 12,5 km achtervolging | Quentin Fillon Maillet                                                                              | Émilien Jacquelin                                                                | Sebastian Samuelsson                                                                 |
| 12/12/2021                                                                                         | Hochfilzen              | 4 x 7,5 km estafette  | Noorwegen Sturla Holm Lægreid Tarjei Bø Johannes Thingnes Bø Vetle Sjåstad Christiansen             | Frankrijk Fabien Claude Simon Desthieux Émilien Jacquelin Quentin Fillon Maillet | Rusland Vasili Tomsjin Danil Serochvostov Aleksandr Loginov Edoeard Latypov          |
| 17/12/2021                                                                                         | Annecy/Le Grand Bornand | 10 km sprint          | Johannes Thingnes Bø                                                                                | Edoeard Latypov                                                                  | Filip Fjeld Andersen                                                                 |
| 18/12/2021                                                                                         | Annecy/Le Grand Bornand | 12,5 km achtervolging | Quentin Fillon Maillet                                                                              | Edoeard Latypov                                                                  | Vetle Sjåstad Christiansen                                                           |
| 19/12/2021                                                                                         | Annecy/Le Grand Bornand | 15 km massastart      | Émilien Jacquelin                                                                                   | Quentin Fillon Maillet                                                           | Tarjei Bø                                                                            |
| 07/01/2022                                                                                         | Oberhof                 | 10 km sprint          | Aleksandr Loginov                                                                                   | Émilien Jacquelin                                                                | Sturla Holm Lægreid                                                                  |
| 09/01/2022                                                                                         | Oberhof                 | 12,5 km achtervolging | Quentin Fillon Maillet                                                                              | Sebastian Samuelsson                                                             | Tarjei Bø                                                                            |
| 13/01/2022                                                                                         | Ruhpolding              | 10 km sprint          | Quentin Fillon Maillet                                                                              | Benedikt Doll                                                                    | Anton Smolski                                                                        |
| 15/01/2022                                                                                         | Ruhpolding              | 4 x 7,5 km estafette  | Rusland Said Chalili Danil Serochvostov Aleksandr Loginov Maksim Tsvetkov                           | Duitsland Erik Lesser Roman Rees Benedikt Doll Philipp Nawrath                   | Wit-Rusland Mikita Labastau Dzmitri Lazoeski Maksim Varabei Anton Smolski            |
| 16/01/2022                                                                                         | Ruhpolding              | 12,5 km achtervolging | Quentin Fillon Maillet                                                                              | Aleksandr Loginov                                                                | Anton Smolski                                                                        |
| 20/01/2022                                                                                         | Antholz                 | 20 km individueel     | Anton Babikov                                                                                       | Tarjei Bø                                                                        | Said Chalili                                                                         |
| 22/01/2022                                                                                         | Antholz                 | 15 km massastart      | Benedikt Doll                                                                                       | Johannes Thingnes Bø                                                             | Sturla Holm Lægreid                                                                  |
| 23/01/2022                                                                                         | Antholz                 | 4 x 7,5 km estafette  | Noorwegen Sturla Holm Lægreid Tarjei Bø Johannes Thingnes Bø Vetle Sjåstad Christiansen             | Rusland Anton Babikov Danil Serochvostov Aleksandr Loginov Edoeard Latypov       | Duitsland Roman Rees Philipp Horn David Zobel Lucas Fratzscher                       |
| 4 tot en met 20 februari: Olympische Winterspelen 2022 in Beijing (telt niet mee voor wereldbeker) |                         |                       | |                                                                                  |                                                                                      |
| 04/03/2022                                                                                         | Kontiolahti             | 4 x 7,5 km estafette  | Noorwegen Sivert Guttorm Bakken Filip Fjeld Andersen Sturla Holm Lægreid Vetle Sjåstad Christiansen | Zweden Peppe Femling Jesper Nelin Martin Ponsiluoma Sebastian Samuelsson         | Frankrijk Antonin Guigonnat Émilien Jacquelin Simon Desthieux Quentin Fillon Maillet |
| 05/03/2022                                                                                         | Kontiolahti             | 10 km sprint          | Quentin Fillon Maillet                                                                              | Filip Fjeld Andersen                                                             | Johannes Kühn                                                                        |
| 06/03/2022                                                                                         | Kontiolahti             | 12,5 km achtervolging | Quentin Fillon Maillet                                                                              | Erik Lesser                                                                      | Lukas Hofer                                                                          |
| 10/03/2022                                                                                         | Otepää                  | 10 km sprint          | Quentin Fillon Maillet                                                                              | Sturla Holm Lægreid                                                              | Benedikt Doll                                                                        |
| 12/03/2022                                                                                         | Otepää                  | 15 km massastart      | Vetle Sjåstad Christiansen                                                                          | Quentin Fillon Maillet                                                           | Sivert Guttorm Bakken                                                                |
| 18/03/2022                                                                                         | Oslo                    | 10 km sprint          | Sturla Holm Lægreid                                                                                 | Quentin Fillon Maillet                                                           | Sebastian Samuelsson                                                                 |
| 19/03/2022                                                                                         | Oslo                    | 12,5 km achtervolging | Erik Lesser                                                                                         | Quentin Fillon Maillet                                                           | Sturla Holm Lægreid                                                                  |
| 20/03/2022                                                                                         | Oslo                    | 15 km massastart      | Sivert Guttorm Bakken                                                                               | Sturla Holm Lægreid                                                              | Émilien Jacquelin                                                                    |

### Eindstanden
| Algemene wereldbeker | Algemene wereldbeker       | Algemene wereldbeker | Algemene wereldbeker |
| #                    | Naam                       | Land                 | Punten               |
| -------------------- | -------------------------- | -------------------- | -------------------- |
| 1                    | Quentin Fillon Maillet     | FRA                  | 984                  |
| 2                    | Sturla Holm Lægreid        | NOR                  | 736                  |
| 3                    | Sebastian Samuelsson       | SWE                  | 717                  |
| 4                    | Vetle Sjåstad Christiansen | NOR                  | 708                  |
| 5                    | Émilien Jacquelin          | FRA                  | 706                  |
| 6                    | Tarjei Bø                  | NOR                  | 601                  |
| 7                    | Simon Desthieux            | FRA                  | 590                  |
| 8                    | Benedikt Doll              | GER                  | 557                  |
| 9                    | Sivert Guttorm Bakken      | NOR                  | 553                  |
| 10                   | Erik Lesser                | GER                  | 535                  |
| 11                   | Johannes Kühn              | GER                  | 484                  |
| 12                   | Tero Seppälä               | FIN                  | 468                  |
| 13                   | Johannes Thingnes Bø       | NOR                  | 440                  |
| 14                   | Fabien Claude              | FRA                  | 434                  |
| 15                   | Simon Eder                 | AUT                  | 431                  |
| 16                   | Roman Rees                 | GER                  | 429                  |
| 17                   | Aleksandr Loginov          | RUS                  | 413                  |
| 18                   | Philipp Nawrath            | GER                  | 410                  |
| 19                   | Anton Smolski              | BLR                  | 405                  |
| 20                   | Lukas Hofer                | ITA                  | 404                  |

| Landenklassement | Landenklassement | Landenklassement |
| #                | Land             | Punten           |
| ---------------- | ---------------- | ---------------- |
| 1                | Noorwegen        | 7277             |
| 2                | Frankrijk        | 6954             |
| 3                | Duitsland        | 6707             |
| 4                | Zweden           | 5851             |
| 5                | Italië           | 5475             |
| 6                | Rusland          | 5061             |
| 7                | Oostenrijk       | 5010             |
| 8                | Zwitserland      | 4843             |
| 9                | Tsjechië         | 4574             |
| 10               | Finland          | 4480             |

| Estafettes | Estafettes  | Estafettes |
| #          | Land        | Punten     |
| ---------- | ----------- | ---------- |
| 1          | Noorwegen   | 276        |
| 2          | Frankrijk   | 239        |
| 3          | Duitsland   | 231        |
| 4          | Rusland     | 210        |
| 5          | Zweden      | 188        |
| 6          | Italië      | 178        |
| 7          | Zwitserland | 167        |
| 8          | Canada      | 158        |
| 9          | Wit-Rusland | 153        |
| 10         | Oekraïne    | 152        |

| Wereldbeker 20 km individueel | Wereldbeker 20 km individueel | Wereldbeker 20 km individueel | Wereldbeker 20 km individueel |
| #                             | Naam                          | Land                          | Punten                        |
| ----------------------------- | ----------------------------- | ----------------------------- | ----------------------------- |
| 1                             | Tarjei Bø                     | NOR                           | 108                           |
| 2                             | Sturla Holm Lægreid           | NOR                           | 100                           |
| 3                             | Simon Desthieux               | FRA                           | 86                            |
| 4                             | Johannes Thingnes Bø          | NOR                           | 83                            |
| 5                             | Fabien Claude                 | FRA                           | 64                            |
| 6                             | Said Chalili                  | RUS                           | 62                            |
| 7                             | Anton Babikov                 | RUS                           | 60                            |
| 8                             | Quentin Fillon Maillet        | FRA                           | 55                            |
| 9                             | Vetle Sjåstad Christiansen    | NOR                           | 52                            |
| 10                            | Paul Schommer                 | USA                           | 51                            |

| Wereldbeker 10 km sprint | Wereldbeker 10 km sprint   | Wereldbeker 10 km sprint | Wereldbeker 10 km sprint |
| #                        | Naam                       | Land                     | Punten                   |
| ------------------------ | -------------------------- | ------------------------ | ------------------------ |
| 1                        | Quentin Fillon Maillet     | FRA                      | 402                      |
| 2                        | Sebastian Samuelsson       | SWE                      | 340                      |
| 3                        | Sturla Holm Lægreid        | NOR                      | 284                      |
| 4                        | Émilien Jacquelin          | FRA                      | 284                      |
| 5                        | Vetle Sjåstad Christiansen | NOR                      | 274                      |
| 6                        | Johannes Kühn              | GER                      | 252                      |
| 7                        | Benedikt Doll              | GER                      | 231                      |
| 8                        | Tarjei Bø                  | NOR                      | 224                      |
| 9                        | Filip Fjeld Andersen       | NOR                      | 218                      |
| 10                       | Simon Desthieux            | FRA                      | 214                      |

| Wereldbeker 12,5 km achtervolging | Wereldbeker 12,5 km achtervolging | Wereldbeker 12,5 km achtervolging | Wereldbeker 12,5 km achtervolging |
| #                                 | Naam                              | Land                              | Punten                            |
| --------------------------------- | --------------------------------- | --------------------------------- | --------------------------------- |
| 1                                 | Quentin Fillon Maillet            | FRA                               | 379                               |
| 2                                 | Sebastian Samuelsson              | SWE                               | 282                               |
| 3                                 | Erik Lesser                       | GER                               | 253                               |
| 4                                 | Émilien Jacquelin                 | FRA                               | 244                               |
| 5                                 | Vetle Sjåstad Christiansen        | NOR                               | 217                               |
| 6                                 | Simon Desthieux                   | FRA                               | 201                               |
| 7                                 | Sturla Holm Lægreid               | NOR                               | 199                               |
| 8                                 | Tero Seppälä                      | FIN                               | 167                               |
| 9                                 | Benedikt Doll                     | GER                               | 165                               |
| 10                                | Tarjei Bø                         | NOR                               | 163                               |

| Wereldbeker 15 km massastart | Wereldbeker 15 km massastart | Wereldbeker 15 km massastart | Wereldbeker 15 km massastart |
| #                            | Naam                         | Land                         | Punten                       |
| ---------------------------- | ---------------------------- | ---------------------------- | ---------------------------- |
| 1                            | Sivert Guttorm Bakken        | NOR                          | 182                          |
| 2                            | Quentin Fillon Maillet       | FRA                          | 178                          |
| 3                            | Vetle Sjåstad Christiansen   | NOR                          | 165                          |
| 4                            | Sturla Holm Lægreid          | NOR                          | 153                          |
| 5                            | Émilien Jacquelin            | FRA                          | 142                          |
| 6                            | Antonin Guigonnat            | FRA                          | 131                          |
| 7                            | Benedikt Doll                | GER                          | 123                          |
| 8                            | Tero Seppälä                 | FIN                          | 113                          |
| 9                            | Simon Eder                   | AUT                          | 110                          |
| 10                           | Tarjei Bø                    | NOR                          | 106                          |

## Vrouwen

### Kalender
| Datum                                                                                              | Plaats                  | Onderdeel           | Eerste                                                                                 | Tweede                                                                               | Derde                                                                               |
| -------------------------------------------------------------------------------------------------- | ----------------------- | ------------------- | -------------------------------------------------------------------------------------- | ------------------------------------------------------------------------------------ | ----------------------------------------------------------------------------------- |
| 27/11/2021                                                                                         | Östersund               | 15 km individueel   | Markéta Davidová                                                                       | Lisa Theresa Hauser                                                                  | Denise Herrmann                                                                     |
| 28/11/2021                                                                                         | Östersund               | 7,5 km sprint       | Hanna Öberg                                                                            | Anaïs Chevalier-Bouchet                                                              | Marte Olsbu Røiseland                                                               |
| 02/12/2021                                                                                         | Östersund               | 7,5 km sprint       | Lisa Theresa Hauser                                                                    | Elvira Öberg                                                                         | Hanna Sola                                                                          |
| 04/12/2021                                                                                         | Östersund               | 10 km achtervolging | Marte Olsbu Røiseland                                                                  | Anaïs Bescond                                                                        | Anaïs Chevalier-Bouchet                                                             |
| 05/12/2021                                                                                         | Östersund               | 4 x 6 km estafette  | Frankrijk Anaïs Bescond Anaïs Chevalier-Bouchet Julia Simon Justine Braisaz-Bouchet    | Wit-Rusland Iryna Lesjtsjanka Dzinara Alimbekava Jelena Kroetsjinkina Hanna Sola     | Zweden Linn Persson Mona Brorsson Elvira Öberg Hanna Öberg                          |
| 10/12/2021                                                                                         | Hochfilzen              | 7,5 km sprint       | Hanna Sola                                                                             | Justine Braisaz-Bouchet                                                              | Marte Olsbu Røiseland                                                               |
| 11/12/2021                                                                                         | Hochfilzen              | 4 x 6 km estafette  | Zweden Linn Persson Anna Magnusson Elvira Öberg Hanna Öberg                            | Rusland Valeria Vasnetsova Svetlana Mironova Oeljana Nigmatoellina Kristina Reztsova | Frankrijk Anaïs Bescond Anaïs Chevalier-Bouchet Julia Simon Justine Braisaz-Bouchet |
| 12/12/2021                                                                                         | Hochfilzen              | 10 km achtervolging | Marte Olsbu Røiseland                                                                  | Hanna Sola                                                                           | Elvira Öberg                                                                        |
| 16/12/2021                                                                                         | Annecy/Le Grand Bornand | 7,5 km sprint       | Marte Olsbu Røiseland                                                                  | Anaïs Bescond                                                                        | Elvira Öberg                                                                        |
| 18/12/2021                                                                                         | Annecy/Le Grand Bornand | 10 km achtervolging | Elvira Öberg                                                                           | Julia Simon                                                                          | Hanna Öberg                                                                         |
| 19/12/2021                                                                                         | Annecy/Le Grand Bornand | 12,5 km massastart  | Elvira Öberg                                                                           | Julia Simon                                                                          | Kristina Reztsova                                                                   |
| 07/01/2022                                                                                         | Oberhof                 | 7,5 km sprint       | Marte Olsbu Røiseland                                                                  | Hanna Sola                                                                           | Julia Simon                                                                         |
| 09/01/2022                                                                                         | Oberhof                 | 10 km achtervolging | Marte Olsbu Røiseland                                                                  | Hanna Öberg                                                                          | Dzinara Alimbekava                                                                  |
| 12/01/2022                                                                                         | Ruhpolding              | 7,5 km sprint       | Elvira Öberg                                                                           | Marte Olsbu Røiseland                                                                | Dorothea Wierer                                                                     |
| 14/01/2022                                                                                         | Ruhpolding              | 4 x 6 km estafette  | Frankrijk Anaïs Chevalier-Bouchet Chloé Chevalier Justine Braisaz-Bouchet Julia Simon  | Zweden Johanna Skottheim Stina Nilsson Mona Brorsson Anna Magnusson                  | Rusland Valeria Vasnetsova Svetlana Mironova Irina Kazakevitsj Kristina Reztsova    |
| 16/01/2022                                                                                         | Ruhpolding              | 10 km achtervolging | Marte Olsbu Røiseland                                                                  | Elvira Öberg                                                                         | Hanna Öberg                                                                         |
| 21/01/2022                                                                                         | Antholz                 | 15 km individueel   | Justine Braisaz-Bouchet                                                                | Julia Simon                                                                          | Mona Brorsson                                                                       |
| 22/01/2022                                                                                         | Antholz                 | 4 x 6 km estafette  | Noorwegen Karoline Offigstad Knotten Tiril Eckhoff Ida Lien Ingrid Landmark Tandrevold | Rusland Valeria Vasnetsova Kristina Reztsova Irina Kazakevitsj Oeljana Nigmatoellina | Frankrijk Chloé Chevalier Justine Braisaz-Bouchet Paula Botet Anaïs Bescond         |
| 23/01/2022                                                                                         | Antholz                 | 12,5 km massastart  | Dorothea Wierer                                                                        | Dzinara Alimbekava                                                                   | Anaïs Chevalier-Bouchet                                                             |
| 4 tot en met 20 februari: Olympische Winterspelen 2022 in Beijing (telt niet mee voor wereldbeker) |                         |                     |                                                                                        |                                                                                      |                                                                                     |
| 03/03/2022                                                                                         | Kontiolahti             | 4 x 6 km estafette  | Noorwegen Marte Olsbu Røiseland Tiril Eckhoff Ida Lien Ingrid Landmark Tandrevold      | Zweden Linn Persson Anna Magnusson Hanna Öberg Elvira Öberg                          | Italië Samuela Comola Dorothea Wierer Federica Sanfilippo Lisa Vittozzi             |
| 05/03/2022                                                                                         | Kontiolahti             | 7,5 km sprint       | Denise Herrmann                                                                        | Tiril Eckhoff                                                                        | Stina Nilsson                                                                       |
| 06/03/2022                                                                                         | Kontiolahti             | 10 km achtervolging | Tiril Eckhoff                                                                          | Dorothea Wierer                                                                      | Denise Herrmann                                                                     |
| 11/03/2021                                                                                         | Otepää                  | 7,5 km sprint       | Julia Simon                                                                            | Vanessa Voigt                                                                        | Karoline Offigstad Knotten                                                          |
| 12/03/2021                                                                                         | Otepää                  | 10 km achtervolging | Elvira Öberg                                                                           | Denise Herrmann                                                                      | Marte Olsbu Røiseland                                                               |
| 17/03/2022                                                                                         | Oslo                    | 7,5 km sprint       | Tiril Eckhoff                                                                          | Lisa Theresa Hauser                                                                  | Marte Olsbu Røiseland                                                               |
| 19/03/2022                                                                                         | Oslo                    | 10 km achtervolging | Tiril Eckhoff                                                                          | Marte Olsbu Røiseland                                                                | Paulina Fialková                                                                    |
| 20/03/2022                                                                                         | Oslo                    | 12,5 km massastart  | Justine Braisaz-Bouchet                                                                | Franziska Preuß                                                                      | Marte Olsbu Røiseland                                                               |

### Eindstanden
| Algemene wereldbeker | Algemene wereldbeker       | Algemene wereldbeker | Algemene wereldbeker |
| #                    | Naam                       | Land                 | Punten               |
| -------------------- | -------------------------- | -------------------- | -------------------- |
| 1                    | Marte Olsbu Røiseland      | NOR                  | 957                  |
| 2                    | Elvira Öberg               | SWE                  | 823                  |
| 3                    | Lisa Theresa Hauser        | AUT                  | 684                  |
| 4                    | Hanna Öberg                | SWE                  | 661                  |
| 5                    | Anaïs Chevalier-Bouchet    | FRA                  | 642                  |
| 6                    | Denise Herrmann            | GER                  | 589                  |
| 7                    | Dzinara Alimbekava         | BLR                  | 589                  |
| 8                    | Justine Braisaz-Bouchet    | FRA                  | 581                  |
| 9                    | Dorothea Wierer            | ITA                  | 577                  |
| 10                   | Markéta Davidová           | CZE                  | 560                  |
| 11                   | Tiril Eckhoff              | NOR                  | 555                  |
| 12                   | Julia Simon                | FRA                  | 554                  |
| 13                   | Vanessa Voigt              | GER                  | 522                  |
| 14                   | Anaïs Bescond              | FRA                  | 515                  |
| 15                   | Ingrid Landmark Tandrevold | NOR                  | 470                  |
| 16                   | Mona Brorsson              | SWE                  | 442                  |
| 17                   | Jessica Jislová            | CZE                  | 441                  |
| 18                   | Hanna Sola                 | BLR                  | 420                  |
| 19                   | Linn Persson               | SWE                  | 416                  |
| 20                   | Kristina Reztsova          | RUS                  | 366                  |

| Landenklassement | Landenklassement | Landenklassement |
| #                | Land             | Punten           |
| ---------------- | ---------------- | ---------------- |
| 1                | Noorwegen        | 6856             |
| 2                | Zweden           | 6765             |
| 3                | Frankrijk        | 6572             |
| 4                | Duitsland        | 6402             |
| 5                | Tsjechië         | 5488             |
| 6                | Italië           | 5449             |
| 7                | Oostenrijk       | 5093             |
| 8                | Zwitserland      | 4838             |
| 9                | Rusland          | 4602             |
| 10               | Wit-Rusland      | 4498             |

| Estafettes | Estafettes       | Estafettes |
| #          | Land             | Punten     |
| ---------- | ---------------- | ---------- |
| 1          | Zweden           | 243        |
| 2          | Noorwegen        | 235        |
| 3          | Frankrijk        | 216        |
| 4          | Duitsland        | 203        |
| 5          | Italië           | 195        |
| 6          | Rusland          | 190        |
| 7          | Tsjechië         | 168        |
| 8          | Zwitserland      | 162        |
| 9          | Verenigde Staten | 162        |
| 10         | Wit-Rusland      | 154        |

| Wereldbeker 15 km individueel | Wereldbeker 15 km individueel | Wereldbeker 15 km individueel | Wereldbeker 15 km individueel |
| #                             | Naam                          | Land                          | Punten                        |
| ----------------------------- | ----------------------------- | ----------------------------- | ----------------------------- |
| 1                             | Markéta Davidová              | CZE                           | 98                            |
| 2                             | Lisa Theresa Hauser           | AUT                           | 86                            |
| 3                             | Dzinara Alimbekava            | BLR                           | 79                            |
| 4                             | Mona Brorsson                 | SWE                           | 78                            |
| 5                             | Oeljana Nigmatoellina         | RUS                           | 71                            |
| 6                             | Justine Braisaz-Bouchet       | FRA                           | 63                            |
| 7                             | Ingrid Landmark Tandrevold    | NOR                           | 55                            |
| 8                             | Julia Simon                   | FRA                           | 54                            |
| 9                             | Denise Herrmann               | GER                           | 48                            |
| 10                            | Anna Weidel                   | GER                           | 47                            |

| Wereldbeker 7,5 km sprint | Wereldbeker 7,5 km sprint | Wereldbeker 7,5 km sprint | Wereldbeker 7,5 km sprint |
| #                         | Naam                      | Land                      | Punten                    |
| ------------------------- | ------------------------- | ------------------------- | ------------------------- |
| 1                         | Marte Olsbu Røiseland     | NOR                       | 412                       |
| 2                         | Elvira Öberg              | SWE                       | 340                       |
| 3                         | Hanna Öberg               | SWE                       | 306                       |
| 4                         | Lisa Theresa Hauser       | AUT                       | 300                       |
| 5                         | Anaïs Chevalier-Bouchet   | FRA                       | 289                       |
| 6                         | Denise Herrmann           | GER                       | 274                       |
| 7                         | Tiril Eckhoff             | NOR                       | 256                       |
| 8                         | Anaïs Bescond             | FRA                       | 244                       |
| 9                         | Dzinara Alimbekava        | BLR                       | 244                       |
| 10                        | Hanna Sola                | BLR                       | 243                       |

| Wereldbeker 10 km achtervolging | Wereldbeker 10 km achtervolging | Wereldbeker 10 km achtervolging | Wereldbeker 10 km achtervolging |
| #                               | Naam                            | Land                            | Punten                          |
| ------------------------------- | ------------------------------- | ------------------------------- | ------------------------------- |
| 1                               | Marte Olsbu Røiseland           | NOR                             | 380                             |
| 2                               | Elvira Öberg                    | SWE                             | 300                             |
| 3                               | Hanna Öberg                     | SWE                             | 262                             |
| 4                               | Anaïs Chevalier-Bouchet         | FRA                             | 240                             |
| 5                               | Lisa Theresa Hauser             | AUT                             | 222                             |
| 6                               | Anaïs Bescond                   | FRA                             | 208                             |
| 7                               | Julia Simon                     | FRA                             | 192                             |
| 8                               | Dzinara Alimbekava              | BLR                             | 190                             |
| 9                               | Dorothea Wierer                 | ITA                             | 185                             |
| 10                              | Markéta Davidová                | CZE                             | 170                             |

| Wereldbeker 12,5 km massastart | Wereldbeker 12,5 km massastart | Wereldbeker 12,5 km massastart | Wereldbeker 12,5 km massastart |
| #                              | Naam                           | Land                           | Punten                         |
| ------------------------------ | ------------------------------ | ------------------------------ | ------------------------------ |
| 1                              | Justine Braisaz-Bouchet        | FRA                            | 162                            |
| 2                              | Elvira Öberg                   | SWE                            | 160                            |
| 3                              | Dorothea Wierer                | ITA                            | 152                            |
| 4                              | Marte Olsbu Røiseland          | NOR                            | 134                            |
| 5                              | Ingrid Landmark Tandrevold     | NOR                            | 120                            |
| 6                              | Vanessa Voigt                  | GER                            | 119                            |
| 7                              | Markéta Davidová               | CZE                            | 116                            |
| 8                              | Julia Simon                    | FRA                            | 114                            |
| 9                              | Anaïs Chevalier-Bouchet        | FRA                            | 113                            |
| 10                             | Denise Herrmann                | GER                            | 106                            |

## Gemengd

### Kalender
| Datum                                                                                              | Plaats  | Onderdeel                                | Eerste                                                                                              | Tweede                                                                  | Derde                                                                                    |
| -------------------------------------------------------------------------------------------------- | ------- | ---------------------------------------- | --------------------------------------------------------------------------------------------------- | ----------------------------------------------------------------------- | ---------------------------------------------------------------------------------------- |
| 08/01/2022                                                                                         | Oberhof | Single-Mixed-Relay                       | Rusland Anton Babikov Kristina Reztsova                                                             | Oostenrijk Simon Eder Lisa Hauser                                       | Oekraïne Artem Tysjtsjenko Darja Blasjko                                                 |
| 08/01/2022                                                                                         | Oberhof | 2 x 6 km + 2 x 7,5 km gemengde estafette | Noorwegen Tarjei Bø Johannes Thingnes Bø Ingrid Landmark Tandrevold Marte Olsbu Røiseland           | Wit-Rusland Mikita Labastau Anton Smolski Dzinara Alimbekava Hanna Sola | Frankrijk Antonin Guigonnat Simon Desthieux Anaïs Bescond Julia Simon                    |
| 4 tot en met 20 februari: Olympische Winterspelen 2022 in Beijing (telt niet mee voor wereldbeker) |         |                                          | |                                                                         |                                                                                          |
| 13/03/2022                                                                                         | Otepää  | Single-Mixed-Relay                       | Noorwegen Sivert Guttorm Bakken Vetle Sjåstad Christiansen Tiril Eckhoff Ingrid Landmark Tandrevold | Zweden Jesper Nelin Martin Ponsiluoma Linn Persson Elvira Öberg         | Frankrijk Simon Desthieux Quentin Fillon Maillet Chloé Chevalier Justine Braisaz-Bouchet |
| 13/03/2022                                                                                         | Otepää  | 2 x 7,5 km + 2 x 6 km gemengde estafette | Noorwegen Sturla Holm Lægreid Marte Olsbu Røiseland                                                 | Zweden Sebastian Samuelsson Hanna Öberg                                 | Duitsland Erik Lesser Franziska Preuß                                                    |

### Eindstanden
| Gemengde estafette¹ | Gemengde estafette¹ | Gemengde estafette¹ |
| #                   | Land                | Punten              |
| ------------------- | ------------------- | ------------------- |
| 1                   | Noorwegen           | 205                 |
| 2                   | Zweden              | 191                 |
| 3                   | Frankrijk           | 169                 |
| 4                   | Duitsland           | 165                 |
| 5                   | Oostenrijk          | 154                 |
| 6                   | Italië              | 130                 |
| 7                   | Tsjechië            | 126                 |
| 8                   | Finland             | 124                 |
| 9                   | Zwitserland         | 118                 |
| 10                  | Slovenië            | 113                 |

1 In het klassement voor wereldbeker gemengde estafette tellen zowel de gemengde estafette als de single-mixed-relay mee.

## Sponsoren en partners
|                          | Sponsor/partner           |
| ------------------------ | ------------------------- |
| Titelsponsor             | BMW                       |
| Premium sponsoren        | Viessmann                 |
| Premium sponsoren        | Deutsche Kreditbank (DKB) |
| Premium sponsoren        | Hörmann                   |
| Hoofdsponsoren           | Decathlon Germany         |
| Hoofdsponsoren           | Bauhaus                   |
| Media & marketingpartner | Infront Sports & Media    |
| Mediapartner             | Eurovision                |